# Bayer 04 Leverkusen Fußball 2022-2023 (femminile)
Questa voce raccoglie le informazioni riguardanti il Bayer 04 Leverkusen Fußball nelle competizioni ufficiali della stagione 2022-2023.

## Stagione
Nella stagione 2022-2023 il Bayer Leverkusen, allenato da Robert de Pauw, concluse il campionato di Frauen Bundesliga al 5º posto. In Coppa di Germania il Bayer Leverkusen fu eliminato agli ottavi di finale dall'Hoffenheim.

## Rosa
| N. |                                 | Ruolo | Calciatore        |
| -- | ------------------------------- | ----- | ----------------- |
| 1  | Germania (bandiera)             | P     | Anna Klink        |
| 2  | Germania (bandiera)             | D     | Selina Ostermeier |
| 3  | Germania (bandiera)             | D     | Melissa Friedrich |
| 4  | Polonia (bandiera)              | D     | Sylwia Matysik    |
| 5  | Germania (bandiera)             | D     | Sofia Cava Marin  |
| 6  | Germania (bandiera)             | C     | Elisa Senß        |
| 7  | Brasile (bandiera)              | A     | Ivana Fuso        |
| 8  | Germania (bandiera)             | C     | Lisanne Gräwe     |
| 9  | Germania (bandiera)             | A     | Chiara Bücher     |
| 10 | Bosnia ed Erzegovina (bandiera) | A     | Milena Nikolić    |
| 11 | Germania (bandiera)             | C     | Kristin Kögel     |
| 13 | Germania (bandiera)             | D     | Caroline Siems    |
| 14 | Germania (bandiera)             | C     | Juliane Wirtz     |
| 15 | Paesi Bassi (bandiera)          | C     | Eva van Deursen   |

| N. |                        | Ruolo | Calciatore          |
| -- | ---------------------- | ----- | ------------------- |
| 16 | Germania (bandiera)    | C     | Sofie Zdebel        |
| 17 | Svizzera (bandiera)    | A     | Amira Arfaoui       |
| 18 | Paesi Bassi (bandiera) | C     | Jill Baijings       |
| 20 | Serbia (bandiera)      | C     | Dina Blagojević     |
| 22 | Germania (bandiera)    | C     | Alexandra Emmerling |
| 24 | Ungheria (bandiera)    | D     | Lilla Turányi       |
| 25 | Germania (bandiera)    | C     | Mia Eickmann        |
| 26 | Germania (bandiera)    | C     | Clara Fröhlich      |
| 27 | Germania (bandiera)    | P     | Friederike Repohl   |
| 28 | Germania (bandiera)    | A     | Annika Enderle      |
| 30 | Svizzera (bandiera)    | D     | Lara Marti          |
| 31 | Germania (bandiera)    | C     | Verena Wieder       |
| 33 | Germania (bandiera)    | P     | Charlin Lazauskas   |
| 34 | Germania (bandiera)    | P     | Anne Moll           |

## Organigramma societario
Area tecnica
- Allenatore: Robert de Pauw
- Allenatore in seconda: Jessie van den Broek
- Preparatore dei portieri: Sören Rittmeier
- Preparatori atletici: Maurice Mülder

## Calciomercato

### Sessione estiva
| Acquisti | Acquisti            | Acquisti          | Acquisti   |
| R.       | Nome                | da                | Modalità   |
| -------- | ------------------- | ----------------- | ---------- |
| D        | Selina Ostermeier   | SGS Essen         | definitivo |
| C        | Jill Baijings       | SGS Essen         | definitivo |
| C        | Alexandra Emmerling | Meppen            |            |
| C        | Elisa Senß          | SGS Essen         | definitivo |
| A        | Ivana Fuso          | Manchester United | prestito   |

| Cessioni | Cessioni           | Cessioni          | Cessioni |
| R.       | Nome               | a                 | Modalità |
| -------- | ------------------ | ----------------- | -------- |
| P        | Joyce Prabel       | MSV Duisburg      |          |
| A        | Irina Pando        | Zurigo            |          |
| D        | Nina Brüggemann    | Amburgo           |          |
| A        | Vildan Kardesler   | Meppen            |          |
| D        | Julia Pollak       | Meppen            |          |
| C        | Henrike Sahlmann   | Young Boys        |          |
| D        | Ann-Kathrin Vinken | Vorwärts Spoho 98 |          |
| A        | Dóra Zeller        | Häcken            |          |

### Sessione invernale
| Acquisti | Acquisti        | Acquisti                 | Acquisti |
| R.       | Nome            | da                       | Modalità |
| -------- | --------------- | ------------------------ | -------- |
| C        | Eva van Deursen | Arizona State Sun Devils |          |

| Cessioni | Cessioni | Cessioni | Cessioni |
| R.       | Nome     | a        | Modalità |
| -------- | -------- | -------- | -------- |

## Risultati

### Frauen Bundesliga

#### Girone di andata
| Arbitro: | Michel |

|  |           |              |
|  | Marcatori | 24’ Baijings |

| Arbitro: | Westerhoff |

|              |           |  |
| Baijings 49’ | Marcatori |  |

| Arbitro: | Wildfeuer |

|                                                                |           |                     |
| Roord 13’ Pajor 28’ Oberdorf 56’ Rauch 72’ Jónsdóttir 74’, 75’ | Marcatori | 30’ (rig.) Baijings |

| Arbitro: | Stremel |

|  |           |                  |
|  | Marcatori | 62’ (rig.) Weiss |

| Arbitro: | Breier |

|                          |           |                     |
| Minge 4’, 40’ Fölmli 38’ | Marcatori | 16’ Siems 43’ Wirtz |

| Arbitro: | Heimann |

|                                                         |           |  |
| Siems 41’, 43’ Arfaoui 50’ Emmerling 54’ Kögel 67’, 71’ | Marcatori |  |

| Arbitro: | Derlin |

|                                       |           |             |
| Corley 12’ Memeti 22’ Leimenstoll 90’ | Marcatori | 61’ Arfaoui |

| Arbitro: | Kost |

|               |           |  |
| Prašnikar 90’ | Marcatori |  |

| Arbitro: | Breier |

|                             |           |  |
| Kögel 23’ Senß 59’ Fuso 82’ | Marcatori |  |

| Arbitro: | Heidenreich |

|                         |           |  |
| Stanway 29’ Lohmann 62’ | Marcatori |  |

| Arbitro: | Wildfeuer |

|  |           |                         |
|  | Marcatori | 10’ Sternad 41’ Lührßen |

#### Girone di ritorno
| Arbitro: | Schwermer |

|                         |           |  |
| Arfaoui 53’ (rig.), 69’ | Marcatori |  |

| Colonia 5 marzo 2023, ore 13:00 CET 13ª giornata | Colonia | 0 – 0 referto | Bayer Leverkusen | Franz-Kremer-Stadion (1 568 spett.)\| Arbitro: \| Hussein \| |
| Arbitro:                                         | Hussein |               |                  |                                                              |

| Arbitro: | Joos |

|             |           |                                     |
| Turányi 90’ | Marcatori | 13’, 17’ Popp 66’ Brand 78’ Sellner |

| Arbitro: | Westerhoff |

|            |           |                          |
| Josten 58’ | Marcatori | 28’ Kögel 88’ Ostermeier |

| Arbitro: | Heidenreich |

|                   |           |  |
| Baijings 55’, 79’ | Marcatori |  |

| Essen 15 aprile 2023, ore 13:00 CEST 17ª giornata | SGS Essen | 0 – 0 referto | Bayer Leverkusen | Stadion an der Hafenstraße (1 127 spett.)\| Arbitro: \| Boike \| |
| Arbitro:                                          | Boike     |               |                  |                                                                  |

| Arbitro: | Kost |

|  |           |                     |
|  | Marcatori | 84’ (rig.) Feldkamp |

| Arbitro: | Heimann |

|                               |           |                                       |
| Wieder 84’ (rig.) Nikolić 87’ | Marcatori | 29’ Anyomi 50’ Pawollek 73’ Prašnikar |

| Arbitro: | Schwermer |

|             |           |                                            |
| Kyōkawa 21’ | Marcatori | 5’, 32’ Wieder 12’, 47’ Baijings 45’ Marti |

| Leverkusen 20 maggio 2023, ore 13:00 CEST 21ª giornata | Bayer Leverkusen | 0 – 0 referto | Bayern Monaco | Ulrich-Haberland-Stadion (1 901 spett.)\| Arbitro: \| Westerhoff \| |
| Arbitro:                                               | Westerhoff       |               |               |                                                                     |

| Arbitro: | Boike |

|  |           |                             |
|  | Marcatori | 17’ Wieder 85’ (aut.) Sehan |

### Coppa di Germania
| Arbitro: | Rafalski |

|            |           |                                 |
| Rühmer 80’ | Marcatori | 14’ Turányi 27’, 81’, 88’ Kögel |

| Arbitro: | Söder |

|                      |           |  |
| Memeti 16’, 78’, 84’ | Marcatori |  |

## Statistiche

### Statistiche di squadra
| Competizione      | Punti | In casa | In casa | In casa | In casa | In casa | In casa | In trasferta | In trasferta | In trasferta | In trasferta | In trasferta | In trasferta | Totale | Totale | Totale | Totale | Totale | Totale | DR |
| Competizione      | Punti | G       | V       | N       | P       | Gf      | Gs      | G            | V            | N            | P            | Gf           | Gs           | G      | V      | N      | P      | Gf     | Gs     | DR |
| ----------------- | ----- | ------- | ------- | ------- | ------- | ------- | ------- | ------------ | ------------ | ------------ | ------------ | ------------ | ------------ | ------ | ------ | ------ | ------ | ------ | ------ | -- |
| Frauen Bundesliga | 30    | 11      | 5       | 1       | 5       | 17      | 11      | 11           | 4            | 2            | 5            | 14           | 17           | 22     | 9      | 3      | 10     | 31     | 28     | +3 |
| Coppa di Germania | -     | -       | -       | -       | -       | -       | -       | 2            | 1            | 0            | 1            | 4            | 4            | 2      | 1      | 0      | 1      | 4      | 4      | 0  |
| Totale            | -     | 11      | 5       | 1       | 5       | 17      | 11      | 13           | 5            | 2            | 6            | 18           | 21           | 24     | 10     | 3      | 11     | 35     | 32     | +3 |

### Andamento in campionato
| Giornata  | 1 | 2 | 3 | 4 | 5 | 6 | 7 | 8 | 9 | 10 | 11 | 12 | 13 | 14 | 15 | 16 | 17 | 18 | 19 | 20 | 21 | 22 |
| --------- | - | - | - | - | - | - | - | - | - | -- | -- | -- | -- | -- | -- | -- | -- | -- | -- | -- | -- | -- |
| Luogo     | T | C | T | C | T | C | T | T | C | T  | C  | C  | T  | C  | T  | C  | T  | C  | C  | T  | C  | T  |
| Risultato | V | V | P | P | P | V | P | P | V | P  | P  | V  | N  | P  | V  | V  | N  | P  | P  | V  | N  | V  |
| Posizione | 4 | 2 | 6 | 7 | 8 | 6 | 6 | 7 | 6 | 6  | 7  | 6  | 6  | 7  | 6  | 6  | 5  | 5  | 5  | 5  | 5  | 5  |

Legenda:

Luogo: C = Casa; T = Trasferta. Risultato: V = Vittoria; N = Pareggio; P = Sconfitta.

### Statistiche delle giocatrici
| Giocatore      | Frauen-Bundesliga | Frauen-Bundesliga | Frauen-Bundesliga | Frauen-Bundesliga | DFB-Pokal der Frauen | DFB-Pokal der Frauen | DFB-Pokal der Frauen | DFB-Pokal der Frauen | Totale   | Totale | Totale      | Totale     |
| Giocatore      | Presenze          | Reti              | Ammonizioni       | Espulsioni        | Presenze             | Reti                 | Ammonizioni          | Espulsioni           | Presenze | Reti   | Ammonizioni | Espulsioni |
| -------------- | ----------------- | ----------------- | ----------------- | ----------------- | -------------------- | -------------------- | -------------------- | -------------------- | -------- | ------ | ----------- | ---------- |
| J. Baijings    | 22                | 7                 | 4                 | 0                 | 2                    | 0                    | 0                    | 0                    | 24       | 7      | 4           | 0          |
| D. Blagojević  | 14                | 0                 | 3                 | 0                 | 2                    | 0                    | 0                    | 0                    | 16       | 0      | 3           | 0          |
| C. Bücher      | 10                | 0                 | 1                 | 0                 | 1                    | 0                    | 0                    | 0                    | 11       | 0      | 1           | 0          |
| M. Eickmann    | 2                 | 0                 | 0                 | 0                 | 0                    | 0                    | 0                    | 0                    | 2        | 0      | 0           | 0          |
| A. Emmerling   | 13                | 1                 | 2                 | 0                 | 1                    | 0                    | 0                    | 0                    | 14       | 1      | 2           | 0          |
| A. Enderle     | 6                 | 0                 | 0                 | 0                 | 1                    | 0                    | 0                    | 0                    | 7        | 0      | 0           | 0          |
| M. Friedrich   | 16                | 0                 | 1                 | 0                 | 2                    | 0                    | 0                    | 0                    | 18       | 0      | 1           | 0          |
| C. Fröhlich    | 6                 | 0                 | 1                 | 0                 | 1                    | 0                    | 0                    | 0                    | 7        | 0      | 1           | 0          |
| I. Fuso        | 11                | 1                 | 2                 | 0                 | 1                    | 0                    | 0                    | 0                    | 12       | 1      | 2           | 0          |
| L. Gräwe       | 12                | 0                 | 0                 | 1                 | 1                    | 0                    | 1                    | 0                    | 13       | 0      | 1           | 1          |
| A. Klink       | 3                 | 0                 | 0                 | 0                 | 2                    | 0                    | 0                    | 0                    | 5        | 0      | 0           | 0          |
| K. Kögel       | 20                | 4                 | 1                 | 0                 | 2                    | 3                    | 0                    | 0                    | 22       | 7      | 1           | 0          |
| C. Lazauskas   | 0                 | 0                 | 0                 | 0                 | 0                    | 0                    | 0                    | 0                    | 0        | 0      | 0           | 0          |
| S. Marin       | 0                 | 0                 | 0                 | 0                 | 0                    | 0                    | 0                    | 0                    | 0        | 0      | 0           | 0          |
| L. Marti       | 18                | 1                 | 4                 | 0                 | 2                    | 0                    | 0                    | 0                    | 20       | 1      | 4           | 0          |
| S. Matysik     | 13                | 0                 | 2                 | 0                 | 1                    | 0                    | 0                    | 0                    | 14       | 0      | 2           | 0          |
| A. Moll        | 1                 | 0                 | 0                 | 0                 | 0                    | 0                    | 0                    | 0                    | 1        | 0      | 0           | 0          |
| M. Nikolić     | 5                 | 1                 | 0                 | 0                 | 1                    | 0                    | 0                    | 0                    | 6        | 1      | 0           | 0          |
| S. Ostermeier  | 19                | 1                 | 1                 | 0                 | 0                    | 0                    | 0                    | 0                    | 19       | 1      | 1           | 0          |
| F. Repohl      | 19                | 0                 | 0                 | 0                 | 0                    | 0                    | 0                    | 0                    | 19       | 0      | 0           | 0          |
| E. Senß        | 22                | 1                 | 4                 | 0                 | 2                    | 0                    | 1                    | 0                    | 24       | 1      | 5           | 0          |
| C. Siems       | 9                 | 3                 | 1                 | 0                 | 1                    | 0                    | 0                    | 0                    | 10       | 3      | 1           | 0          |
| L. Turányi     | 19                | 1                 | 3                 | 0                 | 1                    | 1                    | 0                    | 0                    | 20       | 2      | 3           | 0          |
| V. Wieder      | 7                 | 4                 | 0                 | 0                 | 0                    | 0                    | 0                    | 0                    | 7        | 4      | 0           | 0          |
| J. Wirtz       | 17                | 1                 | 0                 | 0                 | 2                    | 0                    | 0                    | 0                    | 19       | 1      | 0           | 0          |
| S. Zdebel      | 13                | 0                 | 0                 | 0                 | 2                    | 0                    | 0                    | 0                    | 15       | 0      | 0           | 0          |
| E. van Deursen | 11                | 0                 | 0                 | 0                 | 0                    | 0                    | 0                    | 0                    | 11       | 0      | 0           | 0          |